# 3rd ~Love Escalation!~
 (avril 2025).
Albums de Cute
2 Mini ~Ikiru to Iu Chikara~
(18 avril 2007) 4 Akogare My Star
(28 janvier 2009)
Singles
1. Sakura Chirari
Sortie : 21 février 2007
2. Meguru Koi no Kisetsu
Sortie : 11 juillet 2007
3. Tokaikko Junjō
Sortie : 17 octobre 2007
4. Lalala Shiawase no Uta
Sortie : 27 février 2008

3rd ~Love Escalation!~ (3rd~LOVE エスカレーション!~) est le troisième album officiel du groupe de J-pop Cute, sorti en 2008 (son précédent mini-album 2 Mini ~Ikiru to Iu Chikara~ étant présenté comme son deuxième album officiel).

## Présentation
L'album, écrit et produit par Tsunku, sort le 12 mars 2008 au Japon sur le label zetima, écrit et produit par Tsunku. Il atteint la 10e place du classement Oricon, et reste classé pendant 4 semaines, se vendant à 17 099 exemplaires durant cette période.
Il sort aussi en édition limitée au format CD+DVD avec une pochette différente et un DVD en supplément. Une édition spéciale « event V » sera vendue lors de prestations du groupe.
L'album contient les chansons-titres des quatre premiers singles « major » du groupe sortis précédemment. Quatre des autres titres ne sont interprétés que par quelques membres ou en solo.

## Formation
Membres du groupe créditées sur l'album :
- Maimi Yajima
- Erika Umeda
- Saki Nakajima
- Airi Suzuki
- Chisato Okai
- Mai Hagiwara
- Kanna Arihara

## Liste des titres
CD
1. Tokaikko Junjō (都会っ子 純情?)
2. Image Colour (イメージカラー?)  (chanté par Maimi Yajima et Airi Suzuki)
3. Otome Cocoro (乙女Cocoro?)
4. Lalala Shiawase no Uta (LaLaLa　幸せの歌?)
5. Homerare Nobiko no Theme Kyoku (ほめられ伸び子のテーマ曲?)
6. Meguru Koi no Kisetsu (めぐる恋の季節?)
7. Sweeeets→→→Live (スイーーツ→→→ライブ?)  (chanté par Chisato Okai et Kanna Arihara)
8. Sakura Chirari (桜チラリ?)
9. Hare no Platinum Dōri (晴れのプラチナ通り?)  (chanté par Saki Nakajima et mai Hagiwara)
10. Do Don Ga Don Ondo (ドドンガドン音頭?)  (chanté par "Tension Ageko (Erika Umeda) with °C-ute Gasshōdan (℃-ute 合唱団?)")

DVD de l'édition limitée
1. Lalala Shiawase no Uta (Live Ver.) (LaLaLa　幸せの歌...?)
2. Lalala Shiawase no Uta (Umeda Erika Close-up Live Ver.)
3. Lalala Shiawase no Uta (Yajima Maimi Close-up Live Ver.)
4. Lalala Shiawase no Uta (Nakajima Saki Close-up Live Ver.)
5. Lalala Shiawase no Uta (Suzuki Airi Close-up Live Ver.)
6. Lalala Shiawase no Uta (Okai Chisato Close-up Live Ver.)
7. Lalala Shiawase no Uta (Hagiwara Mai Close-up Live Ver.)
8. Lalala Shiawase no Uta (Arihara Kanna Close-up Live Ver.)

DVD de l'édition "event V"
1. Opening (オープニング?)
2. Sakura Chirari (桜チラリ?) (Live at Nihon Seinenkan) (du "°C-ute Debut Tandoku Concert 2007 Haru ~Hajimatta yo! Cutie Show~")
3. Meguru Koi no Kisetsu (めぐる恋の季節?) (Live at Saitama Super Arena) (du "Hello! Project 2007 Summer 10th Anniversary Dai Kanshasai")
4. Tokaikko Junjô (都会っ子 純情?) (Live at Shinagawa Stellar Ball) (du "°C-ute Cutie Circuit 2007 ~MAGICAL CUTIE TOUR")
5. Ending (エンディング?)